# Marley i ja (film)
Marley i ja (ang. Marley & Me) – amerykański film komediowy z 2008 roku w reżyserii Davida Frankela, w którym główne role zagrali Owen Wilson i Jennifer Aniston. Film jest ekranizacją książki Johna Grogana pt. „Marley i ja”.

## Fabuła
Jenny i John Groganowie po ślubie przeprowadzają się z mroźnego Michigan na Florydę, gdzie rozpoczynają pracę w konkurujących gazetach. W „The Palm Beach Post” Jenny pisze poważne artykuły, gdy John tymczasem niechętnie redaguje nekrologi w „South Florida Sun-Sentinel”. Po tym, jak w rozmowie z Johnem Jenny porusza temat dzieci, przyjaciel Johna, Sebastian, radzi mu podarować żonie na urodziny pieska, aby sprawdzić ich zdolności wychowawcze. Jenny jest zachwycona niespodzianką i wybiera labradora, który na cześć Boba Marleya otrzymuje imię Marley. Pies okazuje się być nieznośnym szczeniakiem, więc Jenny i John oddają go do szkółki pani Kornblut, ale nawet ta doświadczona treserka nie potrafi sobie z nim poradzić, więc Marley zostaje usunięty z zajęć. Tymczasem John zaczyna pisać cykliczne artykuły o zabawnych wydarzeniach dnia codziennego, których głównym bohaterem jest Marley. Rubryka staje się popularna i poprawia sprzedaż gazety. Jenny zachodzi w ciążę, której jednak nie udaje się utrzymać. W ramach pocieszenia John zabiera ją w podróż do Irlandii, pozostawiając Marleya pod opieką młodej znajomej. Kobieta jednak nie panuje nad psem, zwłaszcza podczas częstych burz. Po powrocie z wycieczki Jenny ponownie zachodzi w ciążę i rodzi pierwszego syna, Patricka. Po urodzeniu drugiego syna, Connora, rezygnuje z pracy i rodzina przeprowadza się do większego domu. Po urodzeniu córki Colleen, Jenny coraz częściej traci cierpliwość do Marleya i chce się go pozbyć. Po 40. urodzinach, John, niezadowolony ze swojej pracy, przyjmuje posadę reportera w „The Philadelphia Inquirer” i rodzina przeprowadza się na farmę w Pensylwanii, gdzie prowadzi beztroskie życie do momentu, gdy Marley zaczyna chorować ze starości. Film w reżyserii Davida Frankela wiernie oddaje treść książki, na której podstawie powstał. Również gra głównych aktorów idealnie oddała charakter filmu. Marley i ja jest komedią z Marleyem w roli głównej.

## Obsada
- Owen Wilson – John Grogan
- Jennifer Aniston – Jenny Grogan
- Eric Dane – Sebastian Tunney
- Alan Arkin – Arnie Klein
- Kathleen Turner – pani Kornblut
- Nathan Gamble – Patrick Grogan
- Finley Jacobsen – Connor Grogan
- Lucy Merriam – Colleen Grogan
- Haley Hudson – Debbie
- Haley Bennett – Lisa